# Brand in de Jonge Jan
Brand in de Jonge Jan, ook bekend als In de Jonge Jan, is een eenakter van de Nederlandse toneelschrijver Herman Heijermans uit 1903.

## Verhaal
Het toneelstuk, waarvan de volledige titel In de Jonge Jan. Monologen-spel in één bedrijf luidt, gaat over het politieonderzoek naar brandstichting in de “Jonge Jan”, het sigarenfabriekje van Jan Arend, die daarbij zijn dochter verloor. De officier van justitie, die Arends broer Ansing verdenkt, ondervraagt de twee broers, Arends schoonvader, een herbergier Putten, een buurman Nicolaas en een schilder.

## Invloed
Het stuk kan worden gespeeld door twee acteurs: de eerste speelt de officier van justitie, de andere speelt alle andere rollen. De Nederlandse toneeluitdrukking "jongejannen", voor het spelen van verschillende dubbelrollen, is hiervan afgeleid.

## Hoorspel
In 1949 zond de VARA het stuk uit als hoorspel, onder de iets aangepaste titel "Brand in de 'Jonge Jan'".

## Filmadaptatie
De Duitse vertaling van het stuk werd in 1922 bewerkt voor de eerste optische geluidsfilm onder de titel Der Brandstifter.
De verloren gegane film ging in première in het Alhambra Theater te Berlijn.
In zijn voorwoord bij de Duitse bewerking van zijn stuk licht hij toe waarom alle rollen door dezelfde acteurs gespeeld worden.
Bei der dramatischen Skizze ‘Der Brandstifter‘ 1903 war es meine Absicht das die verschiedenen Hauptpersonen von verschiedenen Schauspielern dargestellt würden.
Da sich aber selten bei einer holländische Truppe genügend Charakterdarsteller vorfinden und deshalb leider häufig Rolle unbedeutenden Kräften anvertraut werden, habe ich in Bezug auf den Bau des Stüdes nichts dagegen, wenn ein Charakterdarsteller in den verschiedenen Rollen seine Kunstfertigkeit zur Geltung bringt. Mit den sogenannten Verwandlungspiecen hat ‚Der Brandstifter‘ nichts gemein.

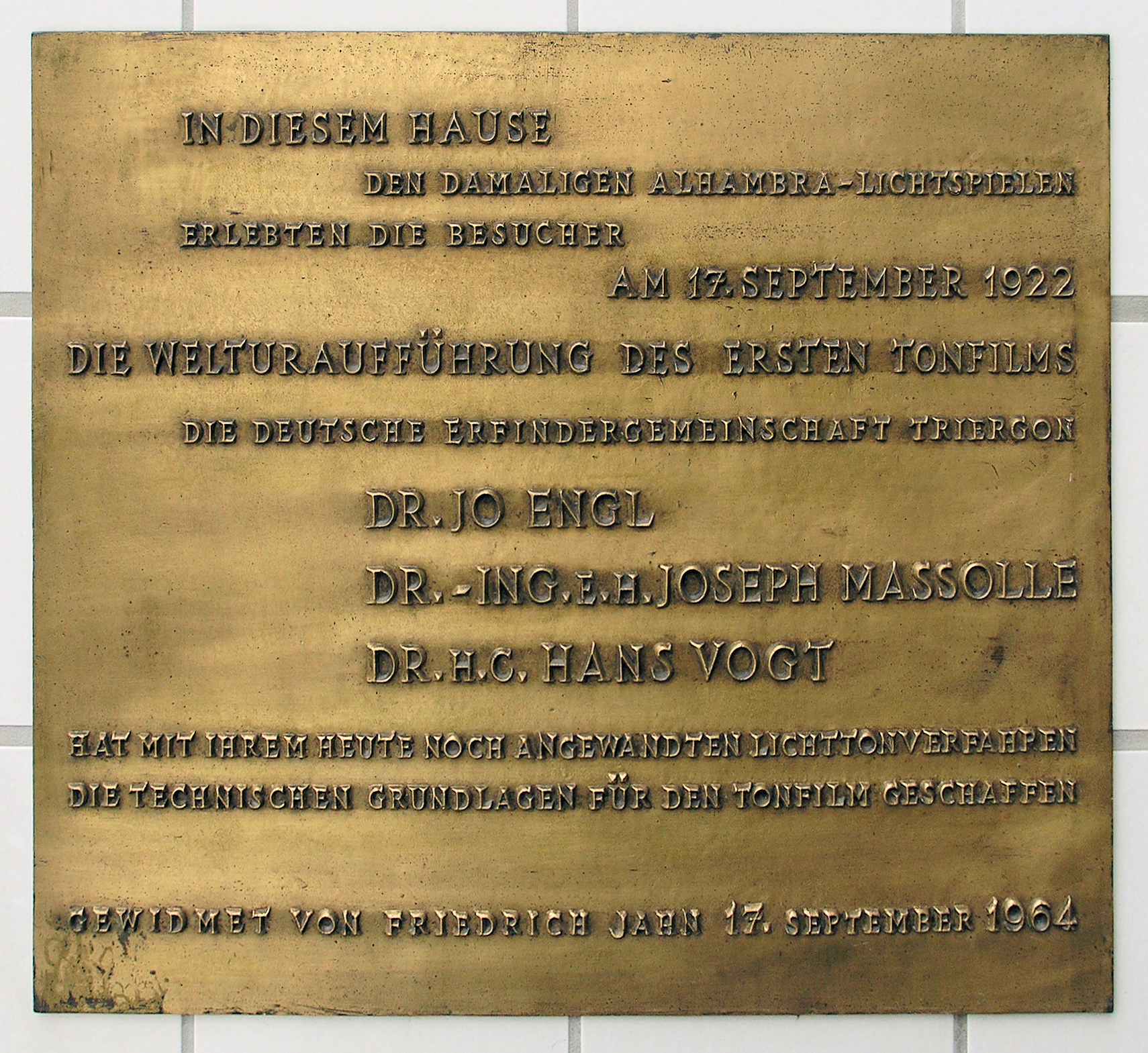
Herinneringsplaquette aan eerste optische geluidsfilm te Berlijn

Berlin, März 1908  

Der Verfasser 

## Publicatie
- S. Carmiggelt e.a.: Herman Heijermans' Toneelwerken (1965)